# 牛雨田
牛 雨田（ぎゅう うでん、ニウ・ユチァン、1984年12月27日 - ）は、中国の囲碁棋士。天津市出身、中国囲棋協会所属、七段。BCカード杯世界囲碁選手権ベスト8など。

## 経歴
6歳で囲碁を学び、11歳で天津市囲碁チーム入り。1996年入段、国家少年隊入り。1996、97年、全国少年精鋭戦B組優勝。2000年四段。
2001年に天津駕協チームで甲級リーグ戦に出場するが、乙級落ち。2002年五段。2004年全国囲棋個人戦9位、六段。2005年に北京大宝チームで甲級リーグ出場。2006年、名人戦挑戦者決定戦に進出するが、周睿羊に0-2で敗れる。2007、08年NEC杯ベスト8。2008年リコー杯ベスト8。2009年威浮房開杯棋王争覇戦ベスト4、七段。2010年BCカード杯ベスト8。2012年衢州・爛柯杯ベスト8。

中国棋士ランキングでは2004年16位。

### タイトル歴
- 全国少年精鋭戦 B組 1996 - 97年

### その他の棋歴
- BCカード杯世界囲碁選手権 ベスト8 2010年（○李聖宰、○井山裕太、○丁偉、×朴廷桓）
- 全国囲棋個人戦 9位 2004年
- 中国囲棋甲級リーグ戦
  - 2001年（天津駕協）
  - 2002年（乙級）
  - 2003年（乙級、天津市）
  - 2004年（乙級）
  - 2005年（大連上方）11-9
  - 2006年（大連上方-北京麒麟至誠）
  - 2007年（広西華藍）13-9
  - 2008年（広西華藍）9-13
  - 2009年（広西華藍）13-9
  - 2010年（広西華藍）8-13
  - 2011年（広西華藍）11-10
  - 2012年（大連上方衡業）10-11
  - 2013年（広西華藍）9-12
  - 2014年（広西華藍）